# Приморский бульвар (Мариуполь)
Примо́рский бульва́р (укр. Приморський бульвар) — одна из центральных улиц Мариуполя, расположена вдоль побережья Азовского моря в пределах Приморского района. С северо-западной стороны к бульвару примыкают сады ЦПКиО, территории санаториев и профилакториев города, с юго-восточной — городские пляжи, отделённые от проезжей части двухпутной железнодорожной веткой «Мариуполь» — «Мариуполь-Порт». Протяжённость — 2 км.
Ранее назывался Нижнее Портовское шоссе, в предвоенные годы — переименован в Санаторный просп., а с 1949 года — Проспект Сталина. В конце 1960-х годов с бульвара перенесена за город нефтебаза, мостовую из гранитной брусчатки заменили на асфальтовое покрытие, снесли заборы, посадили кустарники, розы и т. д. В начале 1970-х годов убрали трамвайные рельсы (трамваи 4-го маршрута здесь ходили с 1930-х годов), а по бульвару пустили троллейбус.

## Достопримечательности
- Гостиница «Турист»
- Гостиница «Чайка»
- Гостиница «Европейская»
- Профилакторий предприятия «Вираж-Авто»
- Санаторий «Металлург»
- Яхт-клуб (водная станция) «Азовсталь»
- Детский костнотуберкулезный санаторий имени Н. К. Крупской — один из корпусов санатория до революции был известен как Белая дача, а во время войны — военный госпиталь.
- Дом отдыха «Мир» (Пансионат ветеранов войны и труда)
- Водная станция «Маркохим»
- Ресторан «Приморский»
- Профилакторий «Голубая волна»

## Пересечения с улицами
- просп. Металлургов
- просп. Адмирала Лунина